# پیچاتور
پیچاتور (به انگلیسی: Pitchatur) یک منطقهٔ مسکونی در هند است که در Pichatur mandal واقع شده‌است.